# Aigen im Ennstal
Aigen im Ennstal är en kommun och ort i förbundslandet Steiermark i Österrike. Den ligger i distriktet Liezen. 
Platsen var en av flera där filmen "Örnnästet" spelades in.
Kommunen har 2 715 invånare (2024) och består av 15 orter (Ortschaften) (inom parentes invånarantal 1 januari 2024):

- Aich (104)
- Aigen im Ennstal (397)
- Aiglern (13)
- Fischern (31)
- Gatschen (211)
- Hohenberg (163)
- Ketten (427)
- Lantschern (464)
- Mitteregg (1)
- Quilk (49)
- Ritzmannsdorf (127)
- Sallaberg (290)
- Schlattham (238)
- Tachenberg (143)
- Vorberg (57)